# Boca Juniors de Cali
Maillots

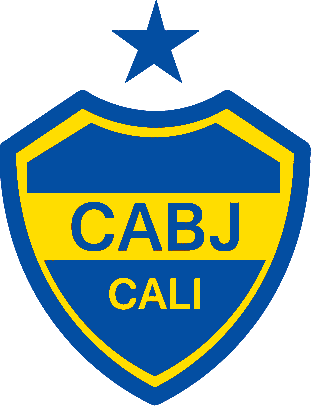

Le Boca Juniors de Cali est un club colombien de football basé à Cali.

## Palmarès
- Coupe de Colombie (2)
  - Vainqueur : 1951 et 1952
  - Finaliste : 1953